# 利華超級三文治

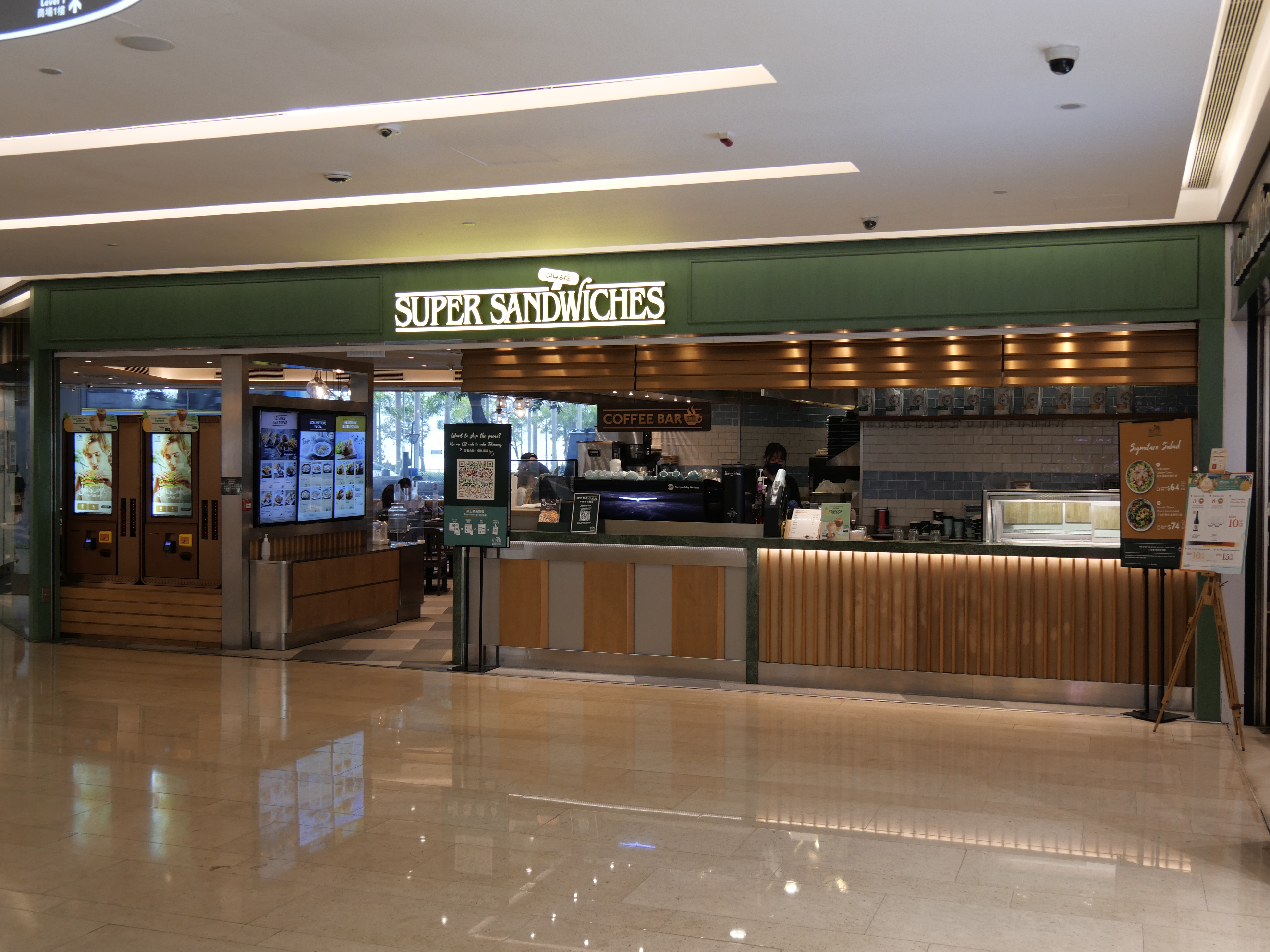
利華超級三文治在香港上環無限極廣場的分店

利華超級三文治 ，是香港大家樂集團旗下的一間歐陸式輕食連鎖餐廳，主要供應「英式鄰家三文治」、焗薯、意粉、沙律、咖啡等歐洲食品。

## 簡介
利華超級三文治於1987年成立於香港，是香港鮮製三文治及輕西餐市場中的領導品牌，2003年6月，大家樂向怡和集團收購利華超級三文治於香港、馬來西亞及菲律賓三地的專門店業務，至今分店10間。2016年重塑品牌形象，在分店安裝電子餐牌和自助點餐服務等，將營運電子化，以減省人手和加快流程。

## 分店
- 上環無限極商場
- 中環萬邦行
- 金鐘海富中心
- 灣仔新鴻基中心
- 觀塘創紀之城5期
- 長沙灣廣場
- 將軍澳廣場
- 銅鑼灣翡翠明珠廣場